# Clematis cunninghamii
Clematis cunninghamii là một loài thực vật có hoa trong họ Mao lương. Loài này được Turcz. mô tả khoa học đầu tiên năm 1863.